# Haacht-Station

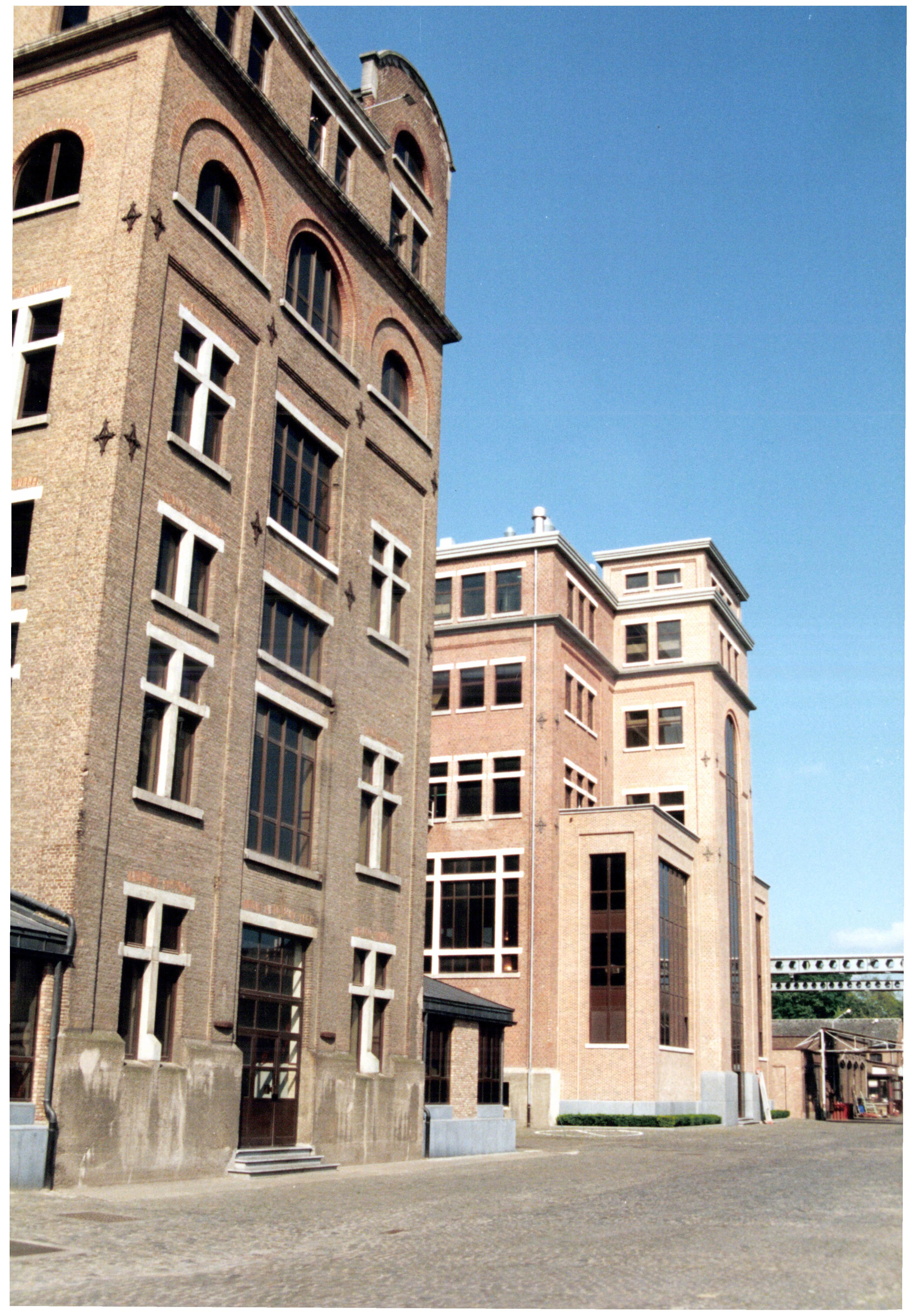
Brouwerij Haacht te Haacht-Station

Haacht-Station is een wijk van de Vlaams-Brabantse plaats Haacht. Haacht-Station ligt op ruim twee kilometer van het centrum van Haacht en is er niet aan vastgebouwd. Wel is Haacht-Station vastgebouwd aan de kern van Wespelaar.
Deze wijk ontstond rond het Station Haacht, dat geopend werd in 1837. In 1898 kwam de nabij het station gelegen Brouwerij Haacht in productie.
In 1929 werd Haacht-Station een hulpparochie, later een zelfstandige parochie. In 1966 werd de moderne Onze-Lieve-Vrouw van Bijstandkerk ingewijd.
Haacht-Station heeft een dorpskarakter met station, kerk, winkels, horeca, verenigingsleven en een basisschool.

## Nabijgelegen kernen
Haacht, Boortmeerbeek, Relst, Wespelaar